# Mina (Einheit)
Mina war ein Volumen- und Getreidemaß in verschiedenen Orten von Dalmatien und Italien. Die Mina wurde in dem lombardisch-venetianischen Königreich als Doppelte Mina, Mina und Halbe Mina für trockene und flüssige Waren verwendet. Hier galt sie mit 10 Liter als sogenannter Dekaliter mit 10 Pinten oder 100 Coppi/Krug, dem Deziliter. 10 Mina waren für eine Soma, dem Hektoliter, erforderlich. 
Auch als Feldmaß auf der Insel Arbe neben dem Volumenmaß war das Maß in Anwendung.

## Feldmaß
- 1 Mina = 100 Quadrat-Pertiche = 592,566 Quadratmeter

## Volumenmaß
- Arbe 1 Mina = 8 Dirizza = 646,19 Pariser Kubikzoll = 12,818 Liter
- Mailand 1 Mina = 14 Rubbi = 28 Moggia = 224 Staji =  896 Quartari, hier metrische Teilung
- Genua 1 Mina = 8 Quarti = 96 Cambetta = 5697 Pariser Kubikzoll = 116 17/20 Liter
- Turin (Fürstentum Piemont), Alexandria (Herzogtum Montferrat) und verschiedene Orte auf * Sardinien 1 Mina =  8 Copello = 965 5/6 Pariser Kubikzoll = 19 1/7 Liter
- Großherzogtum Toskana 1 Mina = 4 Metadella/Nösel/Metze = 8 Mezzetta/Mezetta